# Kot Adu
Kot Adu ou Kot Addu (en ourdou : كوٹ ادُّو) est une ville pakistanaise de la province du Pendjab. Elle est située dans le district de Muzaffargarh, et capitale du tehsil du même nom.
Située dans le sud de la province, la population locale parle majoritairement saraiki.
La population de la ville a été multipliée par près de six entre 1972 et 2017, passant de 21 409 habitants à 129 703. Entre 1998 et 2017, la croissance annuelle moyenne s'affiche à 2,5 %, semblable à la moyenne nationale de 2,4 %. En 2023, la population de la ville monte à 142 161 habitants.
|            | 1972 (rec.) | 1981 (rec.) | 1998 (rec.) | 2017 (rec.) | 2023 (rec.) |
| ---------- | ----------- | ----------- | ----------- | ----------- | ----------- |
| Population | 21 409      | 37 479      | 80 720      | 129 703     | 142 161     |